# Paramphinome indica
Paramphinome indica är en ringmaskart som beskrevs av Fauvel 1932. Paramphinome indica ingår i släktet Paramphinome och familjen Amphinomidae. Inga underarter finns listade i Catalogue of Life.